# Create Project
Het Create Project is een project gericht op communicatie en uitwisseling tussen de creatieve vrije en opensourcegemeenschappen. Aanvankelijk werd het project gecreëerd door freedesktop.org als een ruimte voor samenwerking tussen creatieve vrijesoftwareprojecten, sindsdien is het project uitgegroeid tot een volledig subproject. Create richt zich tegenwoordig op het ontwikkelen en het consolideren van gedeelde bronnen voor creatieve toepassingen. Verschillende door de gemeenschap ontwikkelde specificaties zijn in het kader van het project ontwikkeld, zoals OpenRaster en het Swatches-kleurbestandsformaat.
Enkele van de vele groepen die bij elkaar komen onder dit project zijn Blender, GIMP, Inkscape, Scribus, Audacity, Open Clip Art Library, Open Font Library en het Aiki Framework. Een van de belangrijkste manieren waarop deze groepen samen komen is via de Libre Graphics Meeting die georganiseerd wordt door Create.
| Specificatie                 | Doel |
| ---------------------------- | --- |
| OpenRaster                   | OpenRaster is een rasterafbeelding-bestandsformaat voor niet-definitieve afbeeldingen, met als doel om een bestandsformaat te bieden voor het werken met afbeeldingen die kunnen worden gebruikt in vele rastergrafische toepassingen. |
| Swatches                     | Gericht op het delen van kleurbestanden tussen applicaties. |
| Unified Plugin API           | Een multiplatform plug-in-API, zodat rasterafbeeldingbewerkingprogramma's plug-ins kunnen delen. |
| User Interaction Comparisons | Een centrale locatie voor informatie voor projecten die samenwerken onder het Create Project dat gebruikers gemakkelijker in staat zou stellen te schakelen tussen deze applicaties.                                                   |
| Open Color Standard          | Een mogelijke toekomstige open kleurstandaard. |
| Resource Tagging             | Labelen van bronnen tussen applicaties. |